# Gul iris (radiopjäs)
Gul iris är en radiopjäs skriven av Agatha Christie som sändes på BBC National Programme tisdagen den 2 november 1937 klockan 20.00. 

## Historia
Manuset baserades på novellen Gul iris, som hade publicerats i nummer 559 av Strand Magazine i juli samma år. Huvuddelen av handlingen utspelar sig på en restaurang i London och pjäsen var ovanlig på så sätt att producenten Douglas Moodie varvade handlingen med framträdanden av de kabaréartister som förmodligen stod för underhållningen på restaurangen.
Kabaréartisterna leddes av Cyril Fletcher, senare känd för sina framträdanden i TV-programmet That's Life!. Artisterna var Hugh French, sångerskan Janet Lind, sånggruppen "The Three Admirals" och Inga Anderson.
Texten till låtarna skrevs av Christopher Hassall medan musiken komponerades av Michael Sayer och arrangerades av Jack Beaver och spelades av hans orkester (Beaver är mer känd som kompositör till flera av Alfred Hitchcocks filmer från 1930-talet).
Hercule Poirot spelades av Anthony Holles och Gul iris markerade karaktärens debut på radio (han hade redan porträtterats på scen, film och tv).
Detta ovanliga experiment ansågs inte vara en framgång av några av kritikerna. Joyce Grenfell recenserade pjäsen i The Observers upplaga den 7 november 1937 när hon sa: "Jag hade hoppats kunna säga så snälla saker om Agatha Christies Gul iris" men fann att Holles var "det enda glada i sändningen". Sammantaget sa hon att: "Själva pjäsen visade sig vara en tio minuter lång sketch vadderad med kabaré- och dansmusik, och gjord för att spridas över fyrtio minuter. När sketchen spelades upp höll mitt intresse i sig. Men sekvenserna var så korta och den mellanliggande musiken – även om den var bra på sin rätta plats – så utdragen att min uppmärksamhet vandrade. Det hade varit mycket bättre att ha behandlat verket som den korta skiss det verkligen var."
The Guardians icke namngivna radiokritiker recenserade uruppförandet av pjäsen i upplagan den 3 november 1937 och skrev: "Eftersom pjäsen utspelade sig på en kabaré och kabarén fick en fullständig och överflödande roll med text och musik, och mer text och mer musik, måste det erkännas att det inte fanns mycket av detektivspänning kvar. Poirot hade en fin fransk accent. Men handlingens förlopp var mycket sammanflätat med musik och det var också det mesta av samtalet. När saker och ting kom igång fördröjdes de ett tag, och på det hela taget saknade denna musikaliska version av Gul iris den klarhet som kännetecknar Agatha Christies författarskap i hennes böcker. Låt dramaavdelningen som allmän regel hålla brott och kabaré isär. Blandningen har en benägenhet att stelna."

## Publicering
Manuset till pjäsen gavs ut av av Samuel French dels separat och dels i samlingen Poirot Double Bill med en annan kort pjäs "The Wasp's Nest". Novellen som den är baserad på publicerades först i bokform i USA i The Regatta Mystery and Other Short Stories i juli 1939 och i Storbritannien i Gul iris och andra mysterier 1991. Den anpassades för TV av Anthony Horowitz och regisserades av Peter Barber-Fleming som en del av ITV-serien Agatha Christies Poirot 1993 med David Suchet i huvudrollen. Novellen utökades senare av Christie till 1945 års fullängdsroman Cyankalium och champagne.